# 뉴 뮤턴트 (영화)
《뉴 뮤턴트》(영어: The New Mutants)는 2020년 개봉한 크리스 클레어몬트와 밥 매클로드의 동명의 마블 코믹스를 기반으로 20세기 스튜디오가 배급하는 미국의 슈퍼 히어로 호러 영화이다. 처음에는 돌연변이 공포 영화의 3부작 중 첫 번째 작품으로 계획 되었지만, 엑스맨 영화 시리즈의 13번째 연재물로 제작되었다. 이 영화는 조시 분이 감독하고, 네이트 리와 공동 각본을 썼다. 안야 테일러 조이, 메이지 윌리암스, 찰리 히턴, 헨리 자가, 블루 헌트와 앨리스 브라가가 출연한다. 영화는 비밀 시설에 수용된 젊은 돌연변이 팀이 스스로를 구하기 위해 싸우고 있는 과정을 그린다. 촬영은 2018년 4월 개봉을 염두에 두고 보스턴의 메드필드 스테이트 병원에서 2017년 7월부터 9월까지 진행되었다.

## 줄거리
'선과 악'의 대립이라는 고전적인 플롯구조를 바탕으로 '통제와 자유'라는 중립적인 대립구조를 주축으로 '죽음과 생명'이라는 현대적인 플롯의 대립구조와의 연대를 짜임새있게 새로 구축한 마블 스튜디오의 주요한 스토리중 하나이다.

## 배역
- 블루 헌트 - 대니엘 "대니" 문스타 / 미라지 역
- 메이지 윌리엄스 - 레인 싱클레어 / 울프스베인 역
- 애니아 테일러조이 - 일리야나 라스푸틴 / 매직 역
- 찰리 히턴 - 샘 거스리 / 캐넌볼 역
- 엔히 자가 - 호베르투 "버토" 다코스타 / 선스팟 역
- 앨리스 브라가 - 세실리아 레예스 박사 역
- 윌리엄 비치 - 윌리엄 론스타 역
- 토머스 키 - 토머스 거스리 역
- 해피 앤더슨 - 크레이그 목사 역
- 더스틴 사이트해머/마릴린 맨슨(목소리) - 스마일맨 역

## 제작
VFX에는 메소드 스튜디오, 무빙 픽처 컴퍼니, 더블 네거티브 등이 참여하였다.